# Dmitrij Muravjov
Dmitrij Muravjov (født 2. november 1979) er en tidligere kasakhisk professionel cykelrytter.